# Benny Sela
Benny Sela é um violador em série  israelense. Capturado pela polícia em 1999, foi condenado em 2000 por 14  violações e sentenciado a uma pena de prisão de 35 anos.
No dia 24 de Novembro de 2006 Sela escapou ao ser transferido para uma audiência no tribunal. Uma caça ao homem envolvendo milhares de polícias israelitas foi levada a cabo, culminando na sua recaptura em 8 de Dezembro de 2006.